# Джемма Гальгані
Марія Джемма Умберта Піа Гальгані (італ. Maria Gemma Umberta Pia Galgani; 12 березня 1878, Капаннорі — 11 квітня 1903, Лукка) — свята католицької церкви, містичка. У католицькій церкві відома як Джемма Гальгані. Вшанування блаженної Джемми Гальгані широко розповсюджене в Італії і Латинській Америці. Вважається покровителькою студентів і фармацевтів.

## Біографія
Народилась 12 березня 1878 року в багатодітній сім'ї італійського фармацевта Енріко Гальгані в італійському місті Капаннорі. Була п'ятою дитиною в сім'ї. Незабаром після її народження, щоб у майбутньому дати дітям хорошу освіту, сім'я переїжджає в італійську провінцію Тоскану, місто Лукка.
В 1886 році померли батьки Джемми, і вона взяла на себе виховання своїх братів і сестер. Мріяла поступити в жіночий монастир, але не могла цього зробити через своє слабке здоров'я.
В 1899 році, коли їй було 20 років, у Джемми з'явились стигмати. Вона заявила, що стала отримувати часті одкровення від Діви Марії, ангела-охоронця та інших святих. На вимогу свого духовного отця Джемма молилась про припинення цих видінь, і стигмати зникли.
Живучи в бідності, Джемма стала широко відома своїм святим життям в місті Лукка, але вона не знаходила підтримки свого духовного життя, стикаючись зі зневагою і негативним відношенням до її видінь серед рідних і церковної ієрархії. На початку 1903 року Джемма захворіла на туберкульоз. Під час своєї недовгої, але смертельної недуги, вона отримала різні екстраординарні містичні явища. На початку Страсного тижня її здоров'я різко погіршилось і вона померла у Страсну п'ятницю 11 квітня 1903 року.
Після смерті Джемми її духовний отець, що зберігав в таємниці всі її містичні переживання, написав її детальну біографію, опублікувавши особистий щоденник і листи Джемми. Церковна влада після оприлюднення творів Джемми визнала справжність її містичного життя.

## Канонізація
Джемма Гальгані була канонізована 2 травня 1940 року папою римським Пієм XII.
Її мощі зберігаються в монастирі пасіоністів в місті Лукка, Італія.
В Україні також є мощі св. Джемми — в Церкві св. Анни [Архівовано 27 квітня 2019 у Wayback Machine.] у м.Борислав.